# Cyanocitta
Cyanocitta é o género de aves Corviformes descrito por Hugh Edwin Strickland em 1845. O grupo inclui duas espécies de gaios norte-americanos, caracterizados pela coloração azulada da sua plumagem. 
As duas espécies têm distribuições geográficas distintas: o gaio-azul habita a Costa Este dos Estados Unidos da América, enquanto que o C. stelleri é natural da Costa Oeste dos EUA e América Central.

## Espécies
- Gaio-azul, Cyanocitta cristata
- Gaio-de-steller, Cyanocitta stelleri

## Referência
- Annals and Magazine of Natural History (1) 15 p. 260,261
- Cyanocitta no ITIS Report